# Interacțiune slabă

Diagramă de interacțiuni: linia punctată semnifică posibilitatea cea mai mică de dezintegrare

Interacțiunea slabă (adesea numită și interacțiunea nucleară slabă, forța slabă, forța nucleară slabă) este una dintre cele patru interacțiuni fundamentale. În modelul standard, este cauzată de schimbul de bosoni W și Z, care reprezintă cuantele câmpului forței slabe. Efectele cele mai cunoscute sunt dezintegrarea beta (emisiile de electroni sau pozitroni de către neutroni în cadrul nucleelor atomice), precum și majoritatea proceselor de radioactivitate. Forța este numită „slabă” din cauză că intensitatea câmpului este de 1013 ori mai slabă decât a forței tari. Interacțiunea slabă are o rază de acțiune foarte scurtă, aproximativ egală cu diametrul nucleului atomic. Aceasta are un efect atât asupra quarcilor, cât și asupra neutrino și a leptonilor.

## Proprietăți
Interacțiunea slabă are efect asupra leptonilor și a quarcilor chirali. Este singura forță care afectează neutrinii (cu excepția gravitației, care este neglijabilă în condiții de laborator). Interacțiunea slabă este unică într-o serie de aspecte:
- Aceasta este singura interacțiune care poate schimba aromă (fizica particulelor).
- Singura interacțiune care încalcă paritatea de simetrie P, (pentru că actionează aproape exclusiv asupra particulelor de o anumită chiralitate). De asemenea, este singura care încalcă simetria CP.
- Aceasta este mediată de bosoni masivi. Această caracteristică neobișnuită este explicată de modelul standard prin mecanismul Higgs.

Având în vedere masa mare a cuantelor câmpului interacțiunii slabe (aproximativ 90 GeV/c2), viața lor medie este de aproximativ 3*10−25 secunde.
Deoarece interacțiunea slabă este în același timp slabă și are și o rază de acțiune foarte scurtă, efectul ei cel mai vizibil se datorează proprietății sale unice: schimbarea aromei. Fie un neutron (un quarc up și doi quarc down): cu toate că neutronul este mai greu decat protonul (doi quarci up]] și un quarc down), acesta nu poate fi dezintegrat într-un proton fără să schimbe aroma unuia dintre quarci. Nici interacțiunea tare, nici electromagnetismul nu permit schimbarea aromei, deci acest proces este cauzat de interacțiunea slabă. În acest proces un quarc down se transformă într-un quarc up emițând un boson W, care apoi se dezintegrează într-un electron de energie înaltă și un antineutrino. Deoarece electronii de energie înaltă sunt numiți radiații beta, acest proces se numește dezintegrare beta. Transmutația neutronului în proton este esențială și stă la baza procesului de fuziune nucleară în stele, în care  din atomii de hidrogen se creează deuteriu.
Datorită magnitudinii interacțiunii slabe, dezintegrările sale sunt mult mai lente decât ale forței tari sau electromagnetice. De exemplu, un pion electromagnetic neutru are o viață de aproximativ 10−16 secunde; un pion al forței slabe are un timp de viață de aproximativ 10−8 secunde, de o sută de milioane de ori mai lung. Un neutron liber are o viață de aproximativ 15 minute, astfel încât este particula subatomică instabilă cu cea mai lungă viață.
Izospinul slab este pentru interacțiunea slabă ceea ce sarcina de culoare este pentru interacțiunea puternică, și ceea ce masa este pentru gravitație. Izospinul slab este un număr cuantic; particulele care nu sunt implicate în interacțiunile slabe au o valoare a izospinului egală cu 0. Alte particule elementare au valori ale izospinului slab egale cu fie -1/2, fie 1/2. Ca și în cazul sarcinii electrice, aceste două valori sunt egale cu excepția semnului. Izospinul slab se conservă: suma valorilor izospinului slab ale particulelor la sfârșitul unei reacții este egală cu suma valorilor izospinului la începutul reacției.

## Teoria electroslabă
Modelul standard descrie interacțiunea electromagnetică și interacțiunea slabă ca două aspecte diferite ale unei interacțiuni electroslabe unice, o teorie care a fost dezvoltată în jurul anului 1968 de catre Sheldon Glashow, Abdus Salam și Steven Weinberg.
Conform teoriei electroslabe, la energii foarte mari, universul are patru câmpuri de bosoni fară masa, similari fotonilor, și un dublet scalar complex al câmpului Higgs. Acesti bosoni sunt asociati unui grup de simetrie SU(2)*U(1). Însă, la energii scăzute, unul dintre câmpurile Higgs primește un condensat (fizica particulelor) și grupul de simetrie este spontan distrus la simetria U(1) a electromagnetismului. Această rupere ar produce trei bosoni Goldstone lipsiți de masă, dar aceștia se integrează în trei câmpuri fotonice prin intermediul mecanismului Higgs, dobândind masă. Aceste trei câmpuri devin bosonii W +, W- și Z ai interacțiunii slabe, în timp ce al patrulea câmp, care rămâne fără masă, reprezintă fotonii electromagnetismului.
Cu toate că această teorie a făcut multe previziuni, inclusiv aceea a maselor bosonilor Z și W înainte de descoperirea lor, bosonul Higgs nu a fost încă niciodată observat. Producerea bosonilor Higgs este un obiectiv major al acceleratorului de particule Large Hadron Collider al oganizației CERN din Geneva.